# Corel Ventura
Ventura Publisher (позднее Corel Ventura) — первый популярный издательский пакет для настольных IBM PC-совместимых компьютеров.

## История
Изначально разрабатывался небольшой компанией Ventura Software, основанной Джоном Мейером, Доном Хейскелом и Ли Джей Лоренценом.
Первая версия вышла в 1986 году. Она запускалась под DOS-оболочкой Graphical Environment Manager (GEM) фирмы Digital Research, Inc.
Распространялась несколькими компаниями до момента выкупа прав на распространение Ventura фирмой Xerox. В 1989 году Xerox выкупила и исходный код. Был образован филиал Xerox, Ventura Software Inc., выпустивший в 1990 году версию 3.0 Gold. Вместе с DOS/GEM эта версия стала поддерживаться 16-битной Microsoft Windows, Apple Macintosh и OS/2.
Версия 4.0 была выпущена в 1991 году. Последняя версия — 4.1.1 в 1993 году.
Несмотря на то, что Ventura могла производить редактирование текста и некоторое линейное рисование, она разрабатывалась с прицелом на взаимодействие со сторонними текстовыми процессорами и графическими программами. Например, текст вставлялся в макет страницы в виде главок, каждая из которых хранилась в «родном» формате одного из сторонних текстовых процессоров, таких как WordPerfect, Wordstar и ранними версиями Microsoft Word. Это позволяло пользователю продолжать редактирование глав в своём любимом текстовом процессоре. Параграфы вне основного пространства статьи могли маркироваться специальными ярлыками, полностью настраиваемыми пользователем; они и символы и коды атрибутов не имели эквивалентов в указанных текстовых процессорах, но представлялись набором обычных символов в них, то есть могли быть изменены вне Ventura.
Поскольку Ventura была первой издательской программой, использующей концепцию «фреймов», и одной из первых с явно выраженной концепцией таблицы стилей, то имелась возможность получать документы с высокой степенью внутренней согласованности отдельных элементов. Концепции «свободно-плавающего» текста, пометка параграфов, коды атрибутов и специальных символов предвосхитили аналогичные концепции в HTML и XML. А концепция связывания отдельных файлов-глав в единый файл для публикации позволяла обрабатывать сотни и тысячи страниц.
Достоинством Ventura, по крайней мере в её DOS/GEM-редакции, была способность устойчивой работы с приемлемым временем отклика на самых разных аппаратных платформах (включая DOS-машины, не способные запустить Windows).
Ventura поддерживала печать на широком спектре устройств, поддерживающих PostScript, PCL и InterPress — в том числе матричных, лазерных принтеров и графопостроителях.
Программа была приобретена фирмой Corel в 1993 году; затем пересобрана и выпущена под названием Corel Ventura 4.2 без существенных изменений (кроме упразднения поддержки других платформ, кроме Microsoft Windows). Следующая версия, Ventura 5.0, вышедшая в 1994 году, вобрала в себя фундаментальные изменения в интерфейсе пользователя и структуре документа.
Версия Ventura 7.0 (версии 6.0 не было; «7.0» было выбрано для соответствия версии программы версии флагманского продукта компании — CorelDRAW), переписанная под 32-битную платформу Windows, вышла в 1996 году.
Corel Ventura 8 вышла в 1998 году. Последняя к настоящему времени версия — Corel Ventura 10, вышедшая в сентябре 2002 года.
Основной конкурент — Adobe FrameMaker.